# Lionel Larry
Lionel Larry (* 14. September 1986 in Compton, Kalifornien) ist ein US-amerikanischer Sprinter.
Bei den Leichtathletik-Weltmeisterschaften 2009 in Berlin war er Teil der US-amerikanischen 4-mal-400-Meter-Staffel, die die Goldmedaille gewann. Larry selbst wurde jedoch nur in der Qualifikationsrunde eingesetzt. Als Einzelstarter im 400-Meter-Lauf erreichte er die Halbfinalrunde.
Lionel Larry hat bei einer Körpergröße von 1,75 m ein Wettkampfgewicht von 82 kg. Er studierte Sozialwissenschaften und Geschichte an der University of Southern California.

## Bestleistungen
- 100 m: 10,23 s, 9. Mai 2009, Los Angeles
- 200 m: 20,32 s, 30. Mai 2009, New York City
- 400 m: 44,63 s, 14. Juni 2008, Des Moines